# Fredrik Backman
Fredrik Backman (Brännkyrka, Söderort 1981. június 2. –) svéd író, blogger és rovatvezető. Könyvei bestsellerek voltak Svédországban, és több mint huszonöt nyelven jelentek meg.

## Életrajz
Fredrik Backman a svédországi Scania megyei Helsingborgban nőtt fel. Eredetileg bloggerként ismerték.
Amikor 2006-ban a Helsingborgs Dagblad elindította ingyenes újságját, az Xtra Helsingborgot, Backman, aki akkoriban teherautó-sofőr volt, írónak jelentkezett az újságba. Egy próbarovat után megengedték neki, hogy tovább írjon az újságnak. Írt a svéd Helsingborgs Dagblad újságnak és a Moore svéd férfimagazinnak, valamint a City i Skåne, Vecko-Revyn, Café, Vi Föräldrar és 2012-től a Metro újságokba. A Metro magazin egyik rovatvezetője volt.
2012-ben debütált regényíróként Az ember, akit Ovénak hívnak című regénnyel (2015-ben azonos címmel megfilmesítették, majd 2022-ben Az ember, akit Ottónak hívnak címen dolgozták fel).
Björnstad című könyvének jogait a Filmlance svéd produkciós cég vásárolta meg, és TV-sorozat készült belőle.
A Britt-Marie var här című filmet is leforgatták és 2019. január 25-én mutatták be.
2021-ben Backman Folk med ångest című könyvét TV-sorozatként adaptálták, december 29-én mutatták be a Netflixen.
Backman 2009 óta házas. Feleségével és két gyermekükkel a Stockholm melletti Solnában élnek.

## Művei
- 2012 – En man som heter Ove (A Man Called Ove), ISBN 978-91-37-13811-4
- 2012 – Saker min son behöver veta om världen (Things My Son Needs to Know About the World), ISBN 978-91-37-13814-5
- 2013 – Min mormor hälsar och säger förlåt (My Grandmother Asked Me to Tell You She's Sorry), ISBN 978-91-37-14055-1
- 2014 – Britt-Marie var här (Britt-Marie Was Here), ISBN 978-91-98182002
- 2016 – Och varje morgon blir vägen hem längre och längre (And Every Morning the Way Home Gets Longer and Longer), ISBN 978-91-37150895
- 2017 – Björnstad (Beartown; in UK: The Scandal), ISBN 978-91-64204967
- 2017 – Ditt livs affär (The Deal of a Lifetime), ISBN 978-91-37152622
- 2018 – Vi mot er (Us Against You sequel to Beartown), ISBN 978-91-37150932
- 2019 – Folk med ångest (Anxious People), ISBN 978-91-37151212
- 2021 – Vinnarna (a Björnstad trilógia 3.része), ISBN 9789137155524
- 2024 – The Answer is No[10]
- 2025 – Mina Vänner (My Friends), Norstedts, Stockholm, 2025 ISBN 9789113143804

### Magyarul megjelent művei
- Az ember, akit Ovénak hívnak; ford. Bándi Eszter; Animus, Bp., 2019 ISBN 9789633242384
- Amit a fiamnak tudnia kell a világról; ford. Bándi Eszter; Animus, 2019 ISBN 9789633242827
- A nagymamám azt üzeni, bocs; ford. Bándi Eszter; Animus, 2017 ISBN 9789633243244
- Itt járt Britt-Marie; ford. Bándi Eszter; Animus, 2016 ISBN 9789633244104
- A hazavezető út minden reggel egyre hosszabb; ford. Bándi Eszter; Animus, 2017 ISBN 9789633245125
- Mi vagyunk a medvék; ford. Bándi Eszter; Animus, 2017 ISBN 9789633245446
- Életed üzlete; ford. Bándi Eszter; Animus, 2018 ISBN 9789633246085
- Egymás ellen; ford. Bándi Eszter; Animus, 2018 ISBN 9789633245781
- Hétköznapi szorongások; ford. Bándi Eszter; Animus, 2020 ISBN 9789633247709
- Győztesek; ford. Bándi Eszter; Animus, 2022 ISBN 9789636140663

## Fordítás
- Ez a szócikk részben vagy egészben  a   Fredrik Backman című angol Wikipédia-szócikk fordításán alapul.  Az eredeti cikk szerkesztőit annak laptörténete sorolja fel. Ez a jelzés csupán a megfogalmazás eredetét és a szerzői jogokat jelzi, nem szolgál a cikkben szereplő információk forrásmegjelöléseként.